# Padmini
Padmini Ramachandran, simplement dite Padmini (12 juin 1932 - 24 septembre 2016),, est une actrice indienne et danseuse de bharathanatyam.
Elle a joué dans plus de 250 films indiens, aussi bien en tamoul, telugu, malayalam qu'hindi.  

## Biographie
Padmini est née et a grandi à Trivandrum, dans l'ancien État princier de Travancore (l'actuel État indien du Kerala). Elle est la deuxième fille de Sree Thankappan Pillai et de Saraswathi Amma, toutes deux originaires de nobles familles Nair. 
Sa sœur aînée Lalitha et sa sœur cadette Ragini (en) sont également des actrices de cinéma notoires. Les trois sœurs étaient d'ailleurs connues comme étant les sœurs Travancore. 
Padmini et ses sœurs ont appris le bharathanatyam auprès de Thiruvidaimarudur Mahalingam Pillai et était les disciples du danseur indien Guru Gopinath. Elles ont appris de lui les styles de danse Kathakali et Kerala Natanam. NS Krishnan a remarqué ses talents alors qu'elle présentait Parijatha Pushpapaharanam à Trivandrum. Après cette représentation, il a déclaré qu'à l'avenir, elle deviendrait une actrice. Elle a donc été choisie comme héroïne dans sa propre production Manamagal.

## Vie privée
Padmini et Vyjayanthimala, danseuses classiques renommées, se sont affrontées. Elles étaient à l'apogée de leur carrière et il y avait une rivalité professionnelle entre elles. L'envie de la vie réelle s'est infiltrée dans le drame de la danse, qui a ajouté ses propres effets à l'impact de la séquence. Après son mariage en 1961 avec Ramachandran, un médecin basé aux États-Unis, elle s'éloigne temporairement du cinéma et se concentre sur la vie de famille et perfectionne sa danse classique. Elle s'installe aux États-Unis et, en 1977, ouvre son école de danse classique au New Jersey, la Padmini School of Fine Arts. 
Padmini meurt d'une crise cardiaque à l'hôpital Apollo de Chennai le 24 septembre 2006. Elle avait été hospitalisée la veille, ayant eu une crise cardiaque lors d'une réunion avec le CM Tamil Nadu, M. Karunanidhi. Elle laisse dans le deuil un fils, installé aux États-Unis.

## Distinctions

### Récompenses
- Certificat de mérite de Veerapandiya Kattabomman au festival du film afro-asiatique de 1960[5]
- Prix de la meilleure actrice décerné par la Film Fans Association en 1954, 1959, 1961 et 1966[6]
- 1958 : Prix Kalaimamani du gouvernement du Tamil Nadu
- 1957 : "Prix du meilleur danseur classique" du Festival de la jeunesse de Moscou
- 1966 :  Prix Filmfare de la meilleure actrice dans un second rôle pour Kaajal
- 1990 : Prix Filmfare pour l'ensemble des réalisations - Sud
- 1970 : Tamil Nadu State Film Award de la meilleure actrice pour Thillaanaa Mohanambal
- 2000 : Prix d'honneur du film d'État du Tamil Nadu - Prix Kalaivanar

### Nominations
- 1960 : Prix de la meilleure actrice pour le film Jis Desh Mein Ganga Behti Hai